# 田邊光政
田邊 光政（たなべ みつまさ、1937年7月22日- ）は、日本の法学者。専門は商事法。学位は、法学博士（神戸大学・論文博士・1973年）。名古屋大学名誉教授。大阪学院大学教授。徳島県生まれ。

## 略歴

### 学歴
（出典）
- 1966年 関西大学法学部卒業
- 1971年 関西大学大学院法学研究科博士課程単位満期退学

### 職歴
（出典）
- 1971年 阪南大学商学部専任講師
- 1973年 阪南大学商学部助教授
- 1976年 神戸学院大学法学部助教授
- 1979年 神戸学院大学法学部教授
- 1984年 ロンドン大学留学。
- 1987年 神戸学院大学法学部長
- 1992年 名古屋大学法学部教授
- 1995年 名古屋大学評議員
- 1999年　名古屋大学大学院法学研究科教授
- 2000年 名古屋大学名誉教授
- 2000年 大阪学院大学法学部教授
- 2002年 弁護士登録
- 2004年 大阪学院大学大学院法務研究科教授

#### 学外における役職
（出典）
- 1989年 公認会計士二次試験委員（商法、1989年 - 1994年）
- 1993年 日本私法学会理事

## 著書・論文等
（出典）
- 『ドイツにおける個人株主増強策』（インベストメント28巻4号）
- 『手形流通の法解釈』（晃洋書房）
- 『ファクタリング取引の法理論』（金融財政事情研究会）
- 『新版　手形小切手の法律相談』（有斐閣）
- 『最新　会社法をめぐる理論と実務』（新日本法規）
- 『会社法要説』（税務経理協会）
- 『新版　会社法要説』（税務経理協会）
- 『最新手形法小切手法』（中央経済社）
- 『商法総則・商行為法』（新世社）
- 『会社法入門』（新世社）
- 田邊光政・藤田勝利・吉本健一・家近正直・今中利昭編『最新会社法をめぐる理論と実務』（新日本法規出版、2003年）[3]

ほか

## 外部研究費
- 田邊光政・原秀六・今井克典・川地宏行・山田泰弘・広瀬裕樹「金融リスクの法的側面」全国銀行学術研究振興財団 助成一覧（1996年度）[4]